# Virus des nervures jaunes de la pomme de terre
Crinivirus flavisolani
Espèce
Synonymes
- Potato yellow vein virus, ICTV, 2008

Crinivirus flavisolani, aussi appelé virus des nervures jaunes de la pomme de terre (PYVV, acronyme de Potato yellow vein virus), est un phytovirus pathogène. Cette espèce de virus est classée dans le genre Crinivirus, appartenant à la famille des  Closteroviridae. C'est un organisme nuisible pour les cultures de pomme de terre dans certaines régions d'Amérique du Sud.

## Plantes hôtes
L'hôte principal de ce virus est la pomme de terre. Il infecte aussi d'autres Solanaceae comme la douce-amère et la tomate. D'autres plantes, comme le haricot, peuvent aussi faire office de réservoir biologique pour le virus, notamment dans les régions où se pratiquent des cultures associées pomme de terre-haricot.

## Transmission
La transmission de ce virus de plante à plante se fait par l'intermédiaire d'un insecte vecteur, l'aleurode des serres (Aleurodes vaporarium). Certaines plantes adventices peuvent jouer le rôle de réservoir.
Il se transmet aussi dans les cultures par les tubercules infectés.

## Symptômes
Ce virus provoque sur les plantes infectées un jaunissement brillant des petites nervures des feuilles, qui tend à s'étendre aux nervures plus importantes, puis au limbe foliaire, avec le vieillissement de la plante. Les tubercules conservent un aspect normal mais ils sont moins nombreux et leur taille est réduite.
Cette maladie entraine des baisses de rendement de l'ordre de 50 %.

## Répartition
Ce virus a été identifié pour la première fois en 1940 à Antioquia en Colombie. Il est présent dans les régions montagneuses de Colombie, mais également de l'Équateur, du Pérou et du Venezuela. Sa diffusion résulte probablement du commerce des pommes de terre entre ces États.
Il est inconnu hors de l'Amérique latine, et est classé comme un organisme de quarantaine en dehors de cette région du monde.

## Référence biologique
- (en) ICTV : Potato yellow vein virus  (consulté le 28 février 2021)